# Informationsförlaget
Informationsförlaget, Informationsförlaget Heimdahls AB, är ett enskilt bokförlag, grundat 1979 av Lennart Schönkopf och har under mer än 30 år drivits av Ulf Heimdahl och hans kolleger. 
Förlaget har sin verksamhet i Stockholm och är inriktat mot samarbetsprojekt med organisationer, företag och kulturinstitutioner.